# Kamel Hebri
Kamel Hebri, né en 1957, est un ancien handballeur international algérien. 
Il a participé au tournoi masculin des Jeux olympiques d'été de 1980. 